# Bal des Débutantes (Paris)
Pour le roman, voir Le Bal des débutantes.
Le Bal des Débutantes est un bal des débutantes qui se déroule à Paris.

## Histoire

### Résumé
De nos jours, le bal des débutantes de Paris, dit « le Bal » est un événement caritatif qui réunit chaque année 20 jeunes filles et garçons, de 16 à 22 ans, originaires d'une douzaine de pays. Classé par Forbes en 2005 comme l'une des 10 soirées les plus prestigieuses au monde, le bal se tient chaque année à Paris, lors des fêtes américaines de Thanksgiving.
Créé par Ophélie Renouard en 1994, il marque l'entrée de jeunes filles dans le monde de la couture et des médias. Ces jeunes filles arborent des robes haute couture et de la haute joaillerie. Les débutantes sont dans la majorité issues de familles privilégiées, mais elles doivent posséder des qualités qui leur sont propres. Certaines sont remarquées pour ce qu'elles ont déjà accompli malgré leur jeune âge. Par exemple, en 2018, la débutante chinoise Yu Hang a intégré la troupe du Royal Ballet à Londres.
Pour participer au Bal des Débutantes, l'argent n'est pas un critère : on ne peut pas acheter de places, ni pour y participer, ni pour y assister.
Du fait de la pandémie de Covid-19, l'édition 2020 est reportée.

### Origine du Bal
L'origine du Bal des débutantes se trouve à la cour britannique du XVIIIe siècle. Le Bal des débutantes était un rituel qui permettait d'intégrer les jeunes filles « bien nées » à la cour. On rassurait ainsi les jeunes prétendants sur le fait que ces débutantes étaient du « même monde », alors que la pression sociale pour se marier dans son milieu était considérable. À la sortie du couvent, ces jeunes filles étaient présentées à la reine en robes blanches, longs gants blancs et diadèmes. L'entrée dans le monde des débutantes marquait le début de The Season : le calendrier mondain qui permettait aux élites anglaises de se retrouver à l'occasion de fêtes et d’événements très codifiés.
En 1780, le premier Bal, le Queen Charlotte's Ball, fut organisé à l'initiative du roi George III, à l'occasion de l'anniversaire de sa femme, la reine Charlotte. Ce bal permit également de financer la maternité de l'hôpital Queen's Charlotte. Cette tradition britannique fut soutenue par les aristocrates français exilés en Grande-Bretagne pendant la Révolution. Ils contribuèrent au succès de The Season, qui leur rappelait les plaisirs de la cour de Versailles.
Le Bal des débutantes se répandit dans plusieurs parties du monde. En Angleterre, la tradition perdura jusqu'en 1958, année où elle fut abolie par la reine Élisabeth II, décision approuvée par sa sœur, la princesse Margaret.
La robe de cour était traditionnellement une robe de soirée blanche, mais les nuances d'ivoire et de rose étaient acceptables. La robe blanche comportait des manches courtes et des gants longs blancs, un voile attaché aux cheveux avec trois plumes d'autruche blanches et une traîne que la débutante tenait sur son bras jusqu'à ce qu'elle soit prête à être présentée. Les débutantes portaient des perles, mais beaucoup portaient également des bijoux appartenant à leur famille. Au fil du temps, les styles et la mode ont changé. Mais, la seule constante qui lie le débutant en Angleterre au débutant américain moderne, est le port de longs gants en cuir de chevreau blanc au-dessus du coude. Ce genre de gant est connu depuis plus d'un siècle comme l'un des symboles les plus importants de la féminité de la classe supérieure. Une débutante sans gants n'est ainsi pas « une vraie débutante ».
C'est en 1957 que la France renoua avec la tradition britannique. Les débutantes en robes blanches, longs gants blancs et diadèmes, furent présentées à la princesse d'Orléans Bragance par le danseur Jacques Chazot sur la scène de l'opéra Garnier et à Versailles.
Le dernier Bal de débutantes traditionnel français eut lieu en 1973.

### Histoire contemporaine
Le 27 septembre 1992, Ophélie Renouard renoua avec la tradition,.
Les débutantes des défilés couture de 1992 et 1993 étaient presque exclusivement européennes et tous les créateurs étaient français, à l'exception d'Oscar de la Renta. Mais Ophélie Renouard aspirait déjà à accueillir des jeunes filles de pays et d'horizons différents.
En 1994, le défilé devient pour la première fois un Bal et les débutantes étaient accompagnées d'un cavalier.
En 2003, le Bal accueillit les deux premières débutantes chinoises : Bao Bao Wang, la petite-fille de l'ancien président du Congrès du Peuple et vice-Premier ministre adjoint, en Lanvin,, et Pénelope Pei-Tang, la nièce de l'architecte américano-chinois I.M Pei, en Zac Posen.
En 2009 est choisie Ariel Ho-Kjaer, petite-fille de Stanley Ho, fondateur de Macao et partenaire de Monsieur Fock, aussi grand père de Lara Fok-Lau.
En 2006, Elizabeth Senghor, l'arrière petite-nièce de Léopold Sédar Senghor, fut la première débutante africaine, en Gaultier Paris.
En 2017, Alice, la plus jeune des enfants de Stanley Ho, a participé au bal, en Dior.
Depuis 2018, le Bal a lieu dans les salons du prince Roland Bonaparte, au Shangri-La Hotel Paris.
En novembre 2018, à l’hôtel Shangri-La Paris, Annabel Yao, fille du fondateur de Huawei, Ren Zhengfei, l’un des hommes les plus importants de Chine, fait une première apparition en public.
En novembre 2019, la princesse Louise d'Orléans, de la famille royale française, a débuté aux côtés de Stella Belmondo, la fille de Jean-Paul Belmondo, accompagnées par Jane, la fille de Jet Li.

### L'invitation à participer au Bal
Le fait que les débutantes n'aient pas plus de vingt ans et que l'on ne puisse pas acheter sa place distingue le Bal de tous les autres bals. Il arrive fréquemment que des jeunes filles célèbres ne soient pas retenues.
Les critères pour être invitée sont l'apparence, le charme exceptionnel, des parents célèbres et la personnalité.
Les jeunes filles sont issues de milieux privilégiés. Certaines appartiennent à des familles royales ou aristocratiques, des familles d'artistes, d'écrivains, d'entrepreneurs ou de personnalités politiques. D'autres filles sont présentes grâce à ce qu'elles ont déjà réalisé, malgré leur jeune âge. Par exemple, de 2000 à 2003, le Bal accueillit la gagnante du concours du magazine français Jalouse. Elle était élue par le magazine à partir de son dossier de présentation.

## Œuvres caritatives
Depuis la première fois, en 1992, l'objet du Bal est de réunir des fonds pour une ou plusieurs associations caritatives en faveur des femmes démunies. Chaque année, 1 100 jeunes filles du Laos, Vietnam, Cambodge et des Philippines ont accès à l’école, grâce aux fonds réunis au Bal, qui ont également permis de financer la construction d'un centre éducatif. Les débutantes du Bal peuvent, si elles le désirent, agir comme bénévoles pour Enfants d'Asie.
En 2022, le Bal a récolté des fonds pour l’hôpital Necker-Enfants malades, qui a pour but d'améliorer la qualité des soins donnés aux enfants ayant des malformations et des maladies cardiaques et au World Central Kitchen, qui fournit de la nourriture sur place aux pays en détresse.
Certaines débutantes du Bal font carrière dans le monde associatif ou caritatif.

## Importance de la couture
La couture ou la haute couture est l'un des éléments essentiels du Bal. Il est l'un des rares événements au cours duquel les modèles de haute couture ne sont pas présentés par des mannequins professionnels. Le plus souvent, les jeunes filles portent la robe de soirée d'un grand couturier pour la première fois.
La robe des débutantes est choisie avec l’équipe du Bal et prêtée par des entreprises françaises et étrangères,. Les robes sont choisies selon leur personnalité.
Les entreprises concourent à la renommée internationale du Bal. Elles réalisent parfois une robe spécialement pour leur débutante,.

## Fonctionnement

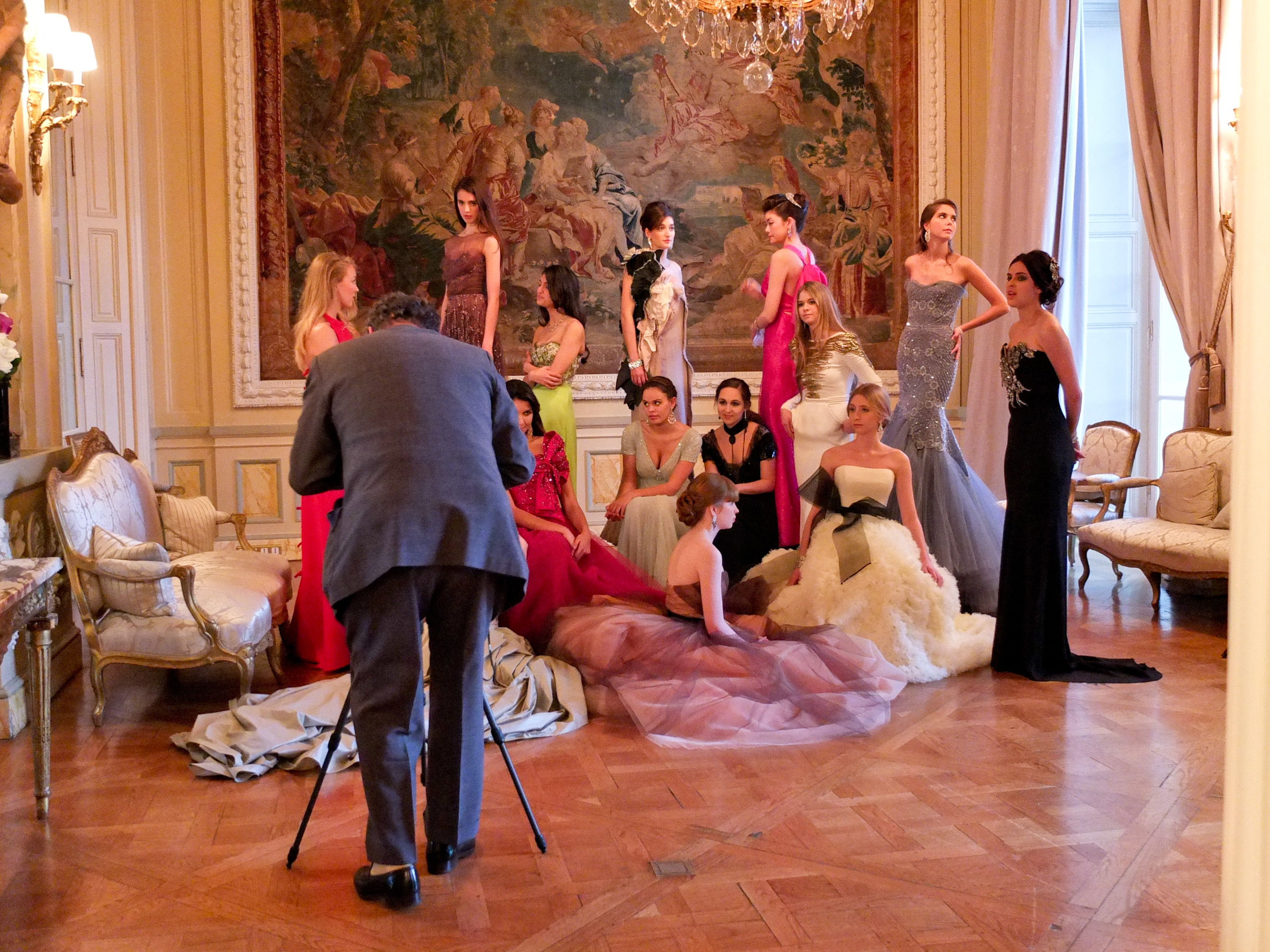
Photo Vanity Fair US des débutantes de 2011.

L’hôtel du Bal reste le lieu des préparatifs, répétitions, séances photos et interviews pour les médias.
Le vendredi, veille du bal, les débutantes sont réunies pour la première fois. Les séances de maquillage et de coiffure commencent à 9 heures. Puis, les débutantes enfilent leurs robes, leurs souliers et leurs bijoux. Les séances photos, qui se font seule ou en groupe, durent toute la journée. Le vendredi soir, les cavaliers et les pères des débutantes participent à la répétition de valse avec deux professeurs. Pendant le week-end du Bal, la plupart des débutantes étrangères et leurs familles résident à l'hôtel du Bal.
La journée du samedi commence à 13 heures par les répétitions dans le lieu du Bal. Le reste de la journée est consacré, comme la veille, aux séances de photos et aux interviews pour les médias français et internationaux.
Après le début de la soirée, le défilé peut commencer. Les débutantes sont présentées, par ordre alphabétique, au bras de leur cavalier. Le dîner est servi et à l'issue de celui-ci, les débutantes ouvrent le Bal avec leur père. Sur la piste de danse, les pères laissent la place aux cavaliers et la valse est remplacée par de la musique contemporaine, au son d'un orchestre qui joue jusqu'à 2 heures du matin environ. Les jeunes filles échangent alors les robes et bijoux qui leur ont été prêtés avec leurs effets personnels. Débutantes et cavaliers terminent la soirée en boîte de nuit, loin du regard parental.

## Les débutantes
À l'origine, les débutantes étaient des jeunes filles issues de l'aristocratie ou des classes aisées anglaises. La sortie du couvent signifiait que la jeune fille était en âge de trouver un époux, devenir adulte et participer à la vie de la cour. Le concept de débutante est essentiellement britannique mais il s'est répandu et l'on retrouve dès le XIXe siècle des débutantes un peu partout dans le monde.
Les débutantes célèbres sont nombreuses. Au Royaume-Uni, la duchesse Georgiana du Devonshire a fait l'objet de plusieurs articles et ouvrages.